# Dongfeng Honda Automobile

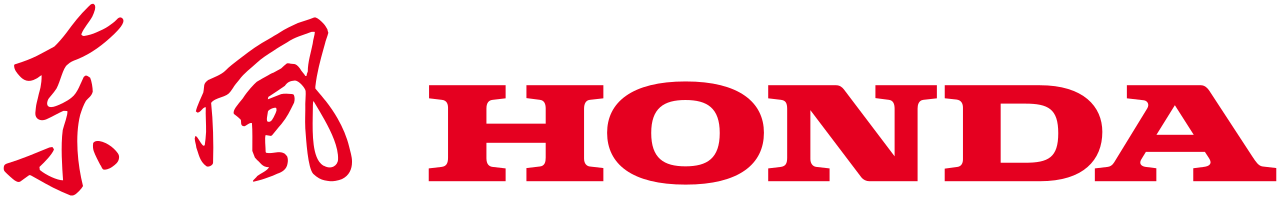
Logo

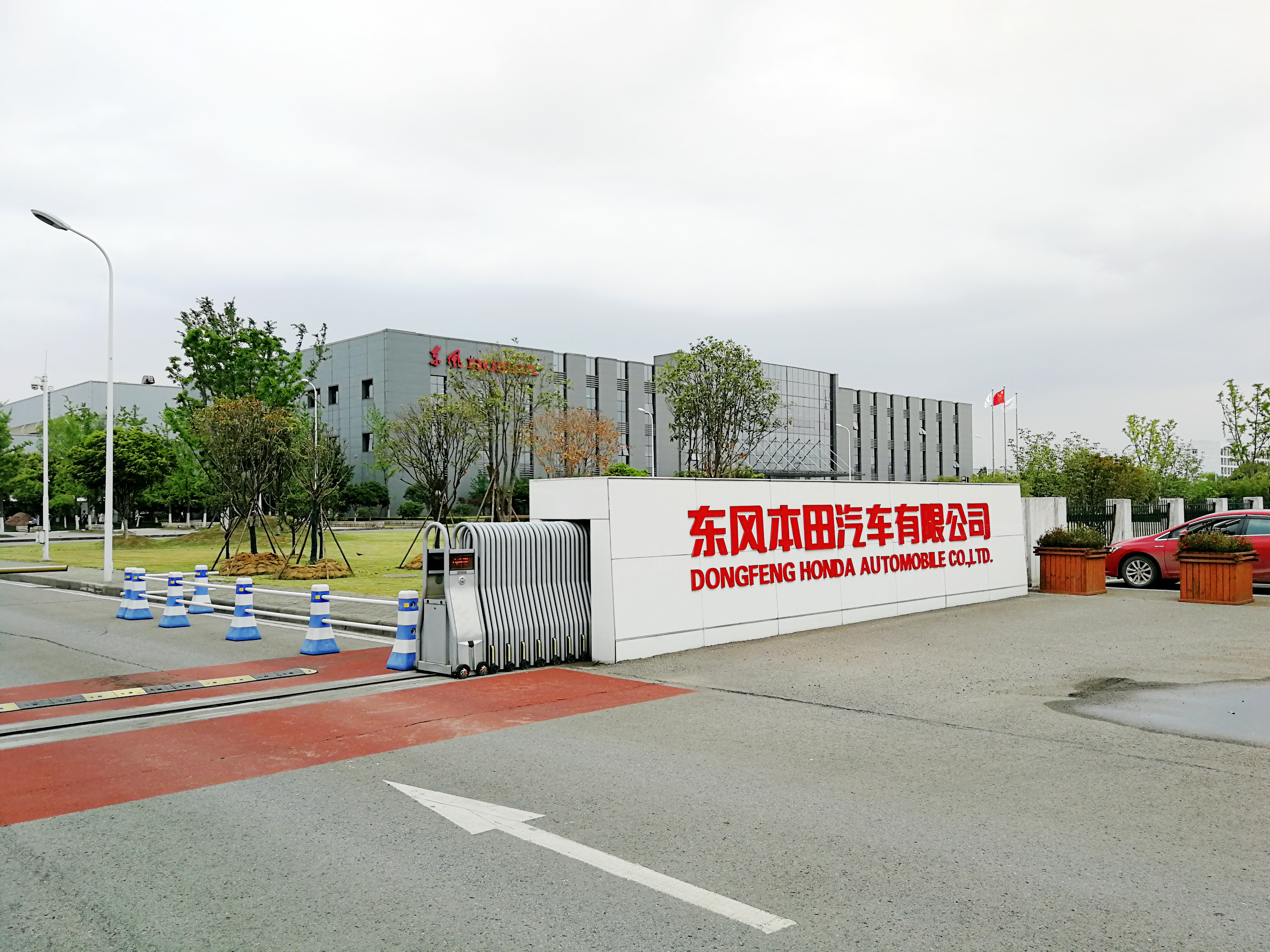
Zugang zum Betriebsgelände

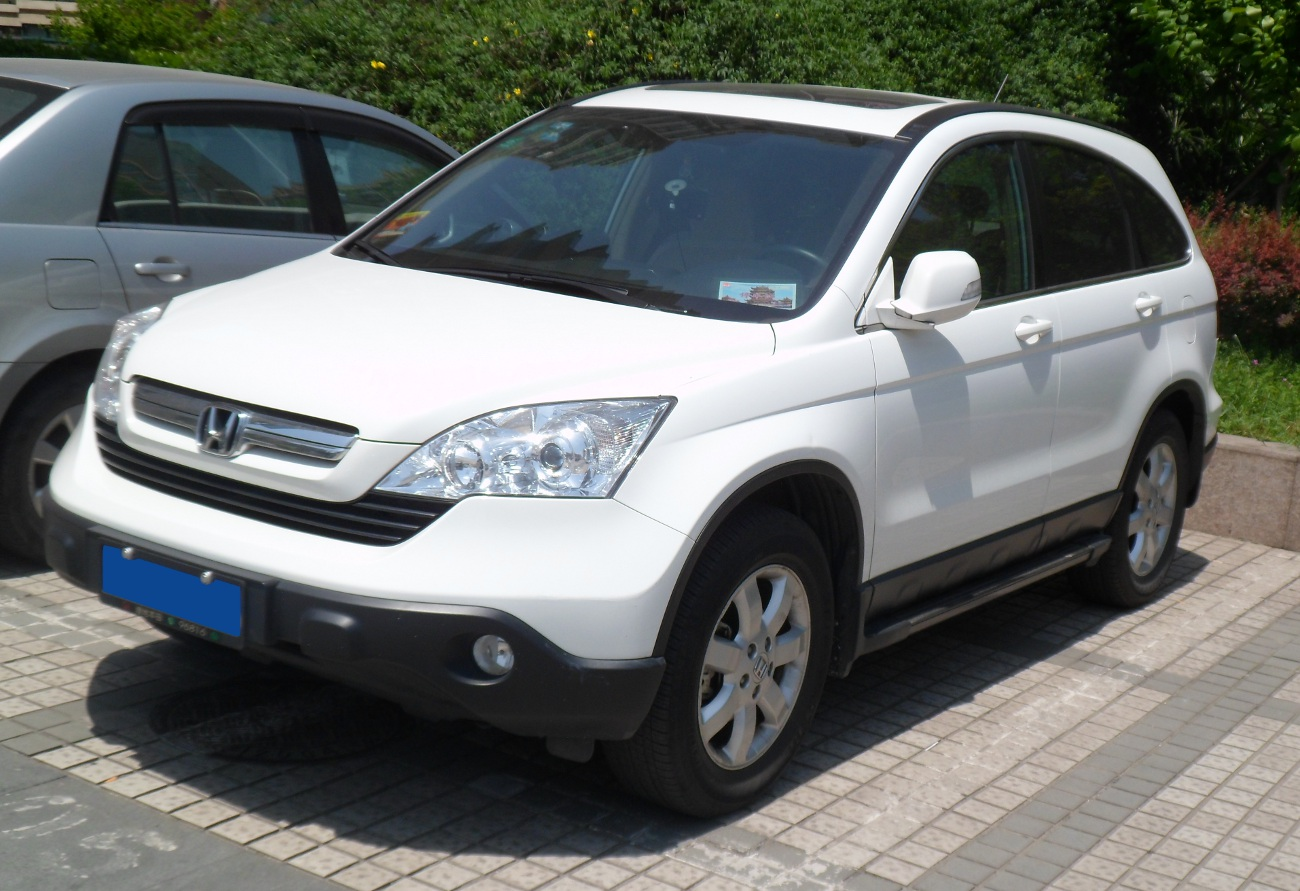
Honda CR-V

Dongfeng Honda Automobile Company ist ein chinesisches Joint Venture der Dongfeng Motor Corporation und der Honda Motor Corporation.

## Beschreibung
Gegründet wurde das Unternehmen mit einem Kapital in einer Höhe von 98 Millionen US$, das zu gleichen Teilen eingelegt wurde, zu Beginn des Sommers 2003 mit Hauptsitz in der Stadt Wuhan auf einer Fläche von 50.000 m² und einer Arbeitnehmerzahl von 930 Arbeitnehmern.
Die Produktion des Honda CR-V lief im Frühjahr 2005 an. Pro Jahr konnten jedoch zunächst nur 30.000 Einheiten hergestellt werden. Mit einer Finanzunterstützung in Höhe von 340 Millionen US$ von Honda im Frühjahr 2006 beschaffte sich Dongfeng Motor bessere Maschinen und Ausrüstung. Nun war eine Produktion von 120.000 Einheiten/Jahr (vier Mal so viel wie vorher) machbar. Honda gelang es damit auch erstmals sich in der Volksrepublik China seinen Markennamen zu sichern und bekannt zu machen. Zur weiteren Unterstützung dessen verhalf auch ein weiteres und der Dongfeng Honda Automobile Company unterstelltes Joint-Venture; Honda Automobile (China) und Guangqi Honda Automobile. So werden in der Volksrepublik China nun jedes Jahr insgesamt 240.000 Fahrzeuge mit dem Honda-Label gebaut.
2009 ergänzte Dongfeng seine Honda-Palette und „verpasste“ dem Honda CR-V ein Facelift. Hinzu kamen erst einmal die beiden Stufenhecklimousinen Honda Civic und Honda Civic Hybrid. Als Topmodell setzte das Unternehmen zugleich das neue Accord-Schwestermodell Honda Spirior ein, welches die gehobene Bürgerschaft ansprechen soll.
2023 wurde mit Lingxi eine Marke des Joint Ventures vorgestellt, unter der ausschließlich Elektroautos vermarktet werden sollen. Das erste Modell ist die 4,83 Meter lange Limousine Lingxi L.